# 明雲
明雲（1115年—1184年1月3日）是日本平安時代末期的僧人、延曆寺天台座主。他是源顯通的次子。房號圓融房、慈雲房。
明雲早年師從於比叡山的辨覺法印，學習顯教和密教，盡得天台座主最雲法親王之法。仁安元年（1166年）任僧正，翌年就任天台座主。同時擔任高倉天皇的護持僧和後白河法皇的授戒師。後來由於與平清盛的關係非常好，明雲在清盛出家之際擔任其戒師。
治承元年（1177年），延曆寺的末寺白山與加賀國的國司發生衝突的事件，明雲受到牽連，被解除了天台座主的職務，流放伊豆國；其座主之職則由覺快法親王繼任。途中，延曆寺僧眾出兵奪回了座主。在治承3年（1179年）的政變中，後白河法皇的院政被廢止，平家恢復了明雲天台座主的職務。壽永元年（1182年）擔任大僧正，此後擔任平家的護持僧，調和平氏政權和延曆寺之間的矛盾。
平家撤出京都的時候，明雲繼續擔任延曆寺天台座主之職。翌年（1183年）木曾義仲率部襲擊後白河法皇的宮殿法住寺殿，明雲在戰鬥中被殺。當明雲的首級被獻給了木曾義仲時，木曾十分蔑視他，將其首級扔進了西洞院川中。
明雲死後，木曾義仲任命自己的追隨者俊堯為新的天台座主。
由於明雲以最高級僧侶的身份在戰場上參與殺人，最後戰死，因此在《愚管抄》中被慈圓猛烈抨擊。然而另一方面，《今鏡》卻對明雲在「佛法衰微的末世」對弘揚佛法的貢獻作出了高度評價。
| 宗教頭銜          | 宗教頭銜                                                                        | 宗教頭銜          |
| ----------------- | ------------------------------------------------------------------------------- | ----------------- |
| 前任： 快修       | 天台座主 第55世 1167年3月8日－1177年6月9日 第57世 1179年12月16日－1184年1月24日 | 繼任： 覺快法親王 |
| 前任： 覺快法親王 | 天台座主 第55世 1167年3月8日－1177年6月9日 第57世 1179年12月16日－1184年1月24日 | 繼任： 俊堯       |